# カジカガエル属
カジカガエル属（カジカガエルぞく、Buergeria）は、無尾目アオガエル科に含まれる属。

## 分布
中華人民共和国（海南省）、台湾、日本

## 分類
以下の分類はAmphibian Species of the WorldおよびAmphibiaWeb、日本に分布する種の和名は日本爬虫両棲類学会の標準和名に従う。AmphibiaWebではこれにB. pollicarisを加えているが、Amphibian Species of the Worldではアイフィンガーガエルのシノニムとしている。
- Buergeria buergeri　カジカガエル Kajika frog
- Buergeria choui [5]
- Buergeria japonica　リュウキュウカジカガエル Ryukyu kajika frog
- Buergeria otai
- Buergeria oxycephala
- Buergeria robusta ムクアオガエル[6]